# دحل سلطان
دحل سلطان أحد الدحول التي تقع في منطقة المعاقلة في صحراء الدهناء شرق المملكة العربية السعودية. اكتشف في بدايات عقد 1980، له مدخل ضيق يؤدي لممر كبير يمكن من يدخله من التجول داخله واكتشاف تكويناته ومكوناته، ويوجد داخله مجموعة كبيرة من الهوابط التي كادت أن تقترب من سطح الأرض.